# Steve Payne
Stephen Gregory Payne jr., detto Steve (Calumet Park, 27 giugno 1972), è un ex cestista statunitense.

## Palmarès
- Campionato francese: 1

Strasburgo: 2004-05